# Глухов, Константин Игоревич
Константи́н Игоревич «Лачплесис» Глу́хов (латыш. Konstantīns Gluhovs; род. 17 января 1980) — профессиональный латвийский кикбоксер и боец смешанного стиля русского происхождения. С 2024 года гражданин России. Добившись успехов в любительском спорте, в 2000 году перешёл в профессиональный.

## Биография

### Кикбоксинг
Константин Глухов начал заниматься карате и рукопашным боем в 1996 году в клубе "Fair Fighting" у тренеров Саулюс Шейкис и Василий Флейшер. Но буквально через пару месяцев клуб переориентировался на кикбоксинг. В том же, 1996 году, Костя выигрывает свой первый титул у своего одноклубника Алексея Харчука - Чемпион Латвии по кикбоксингу (юноши)
На любительском ринге Глухов выигрывал чемпионаты мира по тайскому боксу, кикбоксинг и кик-джитсу. В 2000 после 60-ти любительских боёв, Константин перешёл в профессионалы.
В 2006 году Глухов в составе сборной Латвии выигрывает чемпионат мира по УНИБОЮ (Универсальный бой).
В том же году он проводит профессиональный бой в Германии, г. Кёльн с нигерийцем Florian Ogunade. Поединок выигрывает по очкам в дополнительном, 6 раунде (!) и завоёвывает титул чемпиона мира по версии IKBO.
В 2007 году в Сочи Глухов проиграл в бою за звание чемпиона мира по версии WBKF Алексею Кудину из Беларуси.
22 ноября 2008 Глухов выигрывает этап мирового гран-при K-1 в Риге, последовательно нокаутировав Marco Della Ricca, Pacome Assi и Mindaugas Sakalauskas.
26 марта 2009 в Москве состоялся турнир за звание чемпиона мира по кикбоксингу, в котором приняли участие Павел Журавлёв, Алексей Кудин, Константин Глухов и Эльвин Аббасов. Глухов уступил в финале Журавлёву.

### Смешанные боевые искусства
Дебют Глухова в MMA состоялся в 2006 году в Финляндии. Первый свой бой Константин выиграл техническим нокаутом в первом раунде над Ате Бекманом, Финляндия.
В частности, на турнире KSW XII он победил в турнире-восьмерке в четвертьфинале поляка Daniel Omielanczuk, а в финале турнира, уже на KSW XIII — проиграл американцу David Olivia.
В декабре 2010 года Глухов принял участие в турнире Ultimate Cage Fighters Championship 4, проходившем в Вене. Одержав 4 досрочные победы, в т.ч. и над сербом Миодрагом Петковичем, которому Глухов проиграл на предыдущих соревнованиях, Глухов завоевал главный приз — призовой фонд в 20 000 евро.

## Титулы

### Кикбоксинг
- 2010 Победитель отборочного турнира гран-при K-1 Стамбул
- 2009 Финалист международного турнира WBKF в категории (+93 кг)
- 2008 Победитель Турнира "Честь Воина"
- 2008 Победитель K-1 World Grand Prix 2008 Рига
- 2006 Финалист турнира Masters Fight Night
- 2005 Победитель второго турнира Чемпионат Европы по версии Draka в категории (+90 кг)
- 2004 Победитель первого турнира Чемпионат Европы по версии Draka в категории (+90 кг)
- 2002 Чемпион мира по кикбоксингу в тяжёлой категории WPKA (+88,5 кг)
- 2002 Чемпион Азии по кикбоксингу в тяжёлой категории WPKA (+88,5 кг)
- 2002 Чемпион Балтии по кикбоксингу в тяжёлой категории WPKA (+88,5 кг)
- 2002 Чемпион Латвии по кикбоксингу в тяжёлой категории WPKA (+88,5 кг)
- 2000 Чемпион Европы по кикбоксингу IKF

### Бокс
- 2012 Победитель отборочного турнира по правилам бокса Bigger's Better 12, Литва, 2012

### Смешанные боевые искусства
- HIT Fighting Championship
  - HIT FC Heavyweight Champion, действующий (+93 кг)
- International League MMA
  - Победитель турнира Олега Тактарова
- Konfrontacja Sztuk Walki
  - Второе место турнира KSW Heavyweight Tournament (+93 кг)
- M-1 Global
  - 2013 M-1 Global Heavyweight Grand Prix финалист (+93 кг)
- Pancrase Fighting Championship
  - PFC Heavyweight Champion (двукратный, действующий) (+93 кг)
  - Победитель турнира PFC 3 (+93 кг)
- Russian MMA Championship
  - Второе место на турнире Russian MMA Championship (+93 кг)
- Ultimate Cage Fighting Championship
  - 2010 UCFC 20,000 Euro Tournament - Чемпион
  - 2009 UCFC 20,000 Dollar Tournament - участник
- Честь Воина
  - Бой престижа на турнире Честь Воина 8
  - Победитель турнира Честь Воина 3
- Kick-Jitsu
  - 2005 World Champion kick-jitsu (+91 kg)
- UNIFIGHT
  - 2009 "Universal Fight" Europe Championships (+95 kg) - Чемпион
  - 2009 Xth "Universal Fight" World Championships (+95 kg) - Вице-чемпион
  - 2008 IXth "Universal Fight" World Championships (+95 kg) - Чемпион
  - 2006 VIIth "Universal Fight" World Championships (+95 kg)  - Чемпион
- WFCA
  - 2008 WFCA European Heavyweight (+96 kg) MMA - Чемпион

## Результаты боёв
Результаты выступлений Константина Глухова в кикбоксинге и MMA приведены ниже